# 펄리시티 갤베즈
펄리시티 매들린 갤베즈(영어: Felicity Madeline Galvez, 1985년 3월 4일 ~ )는 오스트레일리아의 수영 선수이다. 2008년 베이징 올림픽에서 금메달을 두 개 땄다.

## 같이 보기
- 올림픽 수영 여자 메달리스트 목록
- 수영 접영 50m 세계 기록 추이
- 수영 접영 100m 세계 기록 추이